# Черна чучулига
Черната чучулига (Melanocorypha yeltoniensis) е птица от семейство Чучулигови. Среща се и в България.

## Физически характеристики
Дължина на тялото достига 19—21 см. Масата на тялото на самеца е от 40 до 53 г, самката е малко по-лека, маса нейното на тело е от 37 до 48 г. Клюнън е здрав, жълт на цвят с тъмен на върха, дълъг 20-25 мм. Размахът на крилата е 12—13 см, опашката е дълга 7,0-7,5 см. Краката са черни. Радужина тёмно-коричневая. Изразен е полов диморфизъм. Оперението на самците е преимуществено черно, върхът на перата е от жълтеникъв до кафяво-бежев цвят. Оперението на самките отгоре е тъмнокафяво с бледо кафяво-сиви краища отдолу, а подкрилията са кафяво-черни.